# Baphomet (Marvel Comics)
Baphomet è un personaggio dei fumetti pubblicati dalla Marvel Comics, è un demone di classe superiore.

## Biografia del personaggio
Baphomet appare per la prima volta tra le schiere di un gruppo di satanisti, riuniti per tendere una trappola a Daimon Hellstrom. Il demone e i suoi compari, vennero facilmente sconfitti dall'antieroe e rispediti all'Inferno. Le strade di Baphomet e di Hellstrom si incrociano nuovamente quando un nemico di Daimon, il Possessore, cercando di raggiungere l'Inferno attraverso un portale a cui il demone faceva la guardia, si scontra con i due nemici costretti ad una scomoda alleanza. Baphomet ricompare durante la saga "Ultimi Riti", confrontandosi con la strega Salomè che lo distrugge con un formidabile attacco magico. Successivamente, Baphomet viene invocato dal giovane mago Jack Holyoak per contrastare Doc Samson.

## Poteri e abilità
Baphomet ha una forza e una resistenza sovrumane, maggiori nelle dimensioni infernali. Può emettere palle di fuoco ed è immune al fuoco infernale.